# Museo paleontologico "Luigi Boldrini" di Pietrafitta
Il Museo paleontologico "Luigi Boldrini" di Pietrafitta, nel comune di Piegaro (PG) è un museo statale italiano dal 2023.

## Storia
Le origini della collezione paleontologica del museo risalgono alle attività di recupero di Luigi Boldrini, assistente capoturno di miniera che iniziò giovanissimo a lavorare nel sito minerario che insisteva nella valle del Nestore tra gli abitati di Pietrafitta e Tavernelle. A questi primi recuperi di ossa fossili, effettuati quasi in autonomia da Boldrini, seguirono consistenti interventi statali ad opera dell'Università di Perugia in collaborazione con la stessa ENEL che gestiva la miniera e la centrale elettrica adiacente.

## Sede
Il Museo Paleontologico di Pietrafitta ha sede in Via Papa Giovanni XXIII nella frazione di Pietrafitta, Comune di Piegaro, Perugia. La struttura che lo ospita è stata edificata allo scopo di conservare ed esporre i fossili del giacimento di Pietrafitta. Nel corso del 2023 l'edificio è stato acquistato dal Ministero della Cultura, il quale oggi gestisce direttamente il museo che ha riaperto al pubblico il 15 giugno 2023 dopo un periodo di chiusura. Attualmente la sede ospita anche un laboratorio di restauro paleontologico utilizzato dagli studenti e ricercatori del Dipartimento di Fisica e Geologia dell'Università di Perugia.

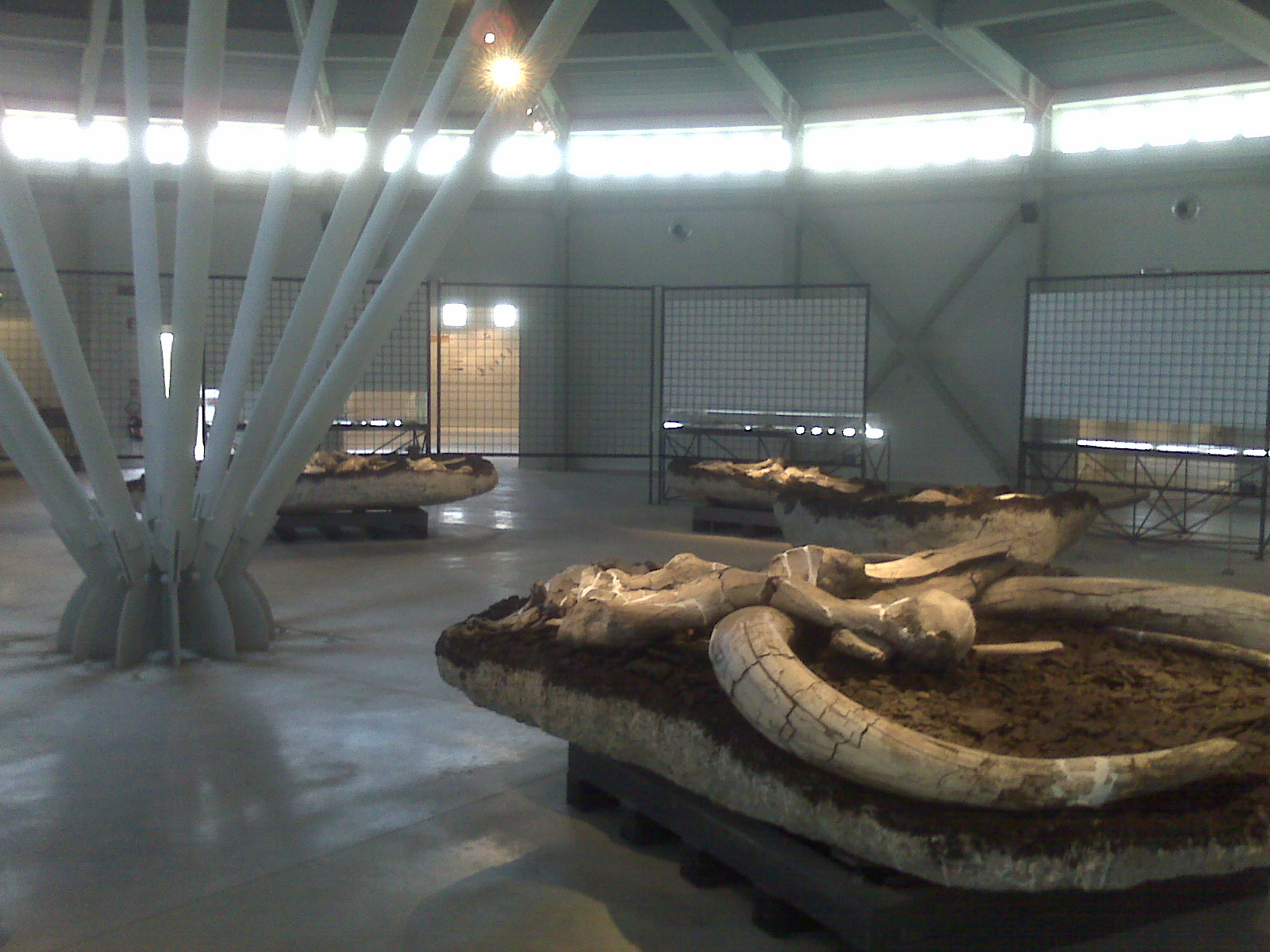
Sala espositiva dei reperti fossili

## La collezione
La collezione è principalmente rappresentata da fossili di vertebrati,